# 연합변혁사령부
연합변혁사령부(영어: Allied Command Transformation (ACT), 프랑스어: Le Commandement allié Transformation)는 2003년 6월 19일 북대서양 조약기구의 군사 체계 재편의 결과로서 설립된 사령부다.

## 역할
2002년 프라하에서 열린 나토 정상회의에서 기존 군사령부들을 동맹작전사령부 통폐합 및 동맹변혁사령부를 신설하기로 결정하며 탄생하였다. 연합변혁사령부의 역할은 NATO 군사구조·부대·교리의 변혁 주도하며, 미래에 요구되는 군사적 능력 형태와 규모를 식별하고, 우선순위를 확정 및 분석하고 NATO 표준 발전 및 합동부대 군사 환경에서 효과적으로 작전을 운용하도록 훈련시킬 수 있는 지도자 양성하는데 초점을 맞춘다. 
즉, 연합변혁사령부의 존재 이유는 바로 군사동맹의 군사적 효율성을 향상시키기 위해 NATO 대응군 등의 신개념과 새 교리들을 도입하는 군사 변혁을 선도하기 위한 목적으로 만들어진 것이다. 이는 기존 나토 탈퇴국이였던 프랑스가 2009년에 NATO에 재가입하면서 다시 한번 큰 변화가 일어났고, 2009년 이후 현재까지 ACT 최고사령관은 프랑스 장군들이 맡고 있다. 동맹최고사령관이 부대의 지휘와 통제를 책임진다면, 연합변혁사령관은 연합 및 합동 개념과 교리의 발전 및 훈련을 책임지는 것이다. 

## 조직

### 본부
- 미국 버지니아주 노퍽 햄프턴 로드 해군지원처

### 예하 사령부
- 합동군훈련소 JFTC - 폴란드 비드고슈치
- 합동분석학술원 JALLC - 포르투갈 리스본
- 합동전센터 JWC - 노르웨이 스타방에르